# Ешлі Нельсон
Ешлі Нельсон (англ. Ashleigh Nelson, нар. 20 лютого 1991) — британська легкоатлетка, яка спеціалізується в спринті, багаторазова чемпіонка та призерка світових та континентальних першостей.
На чемпіонаті світу-2019 здобула «срібло» в естафеті 4×100 метрів.